# 细叶紫珠
长毛紫珠（学名：Callicarpa pilosissima），又名红面将军、细叶紫珠，为唇型科紫珠属的植物，是台灣的特有植物。分布在台灣本島，生长于海拔500米至1,500米的地区，一般生长在高地或山坡林中，目前尚未由人工引种栽培。